# توانبخشی (کیفرشناسی)
توانبخشی (انگلیسی: Rehabilitation) به روند بازآموزی افرادی گفته می‌شود که مرتکب بزه شده‌اند. استفاده از رویکردهای روانشناسانه برای بازآموزی به این افراد با هدف یکپارچه‌سازی اجتماعی و بازگشت دوباره‌شان به جامعه جزو اهداف این رویکرد است.